# Dynastie der kleine luyden
Dynastie der kleine luyden is een historisch drama (televisieserie) dat in 1974 door Willy van Hemert werd gemaakt, in opdracht van de NCRV, ter gelegenheid van het vijftigjarig jubileum van die omroep.

## Verhaal
Van Hemert wilde met de Dynastie der kleine luyden het verhaal van de kleine man door de eeuwen heen vertellen. Niet het verhaal van de prinsen en graven, maar van de wevers en de steenhouwers, de schrijvers en de drukkers. Voor de titel baseerde hij zich op Abraham Kuyper, de voorman van de protestant-christelijke beweging in Nederland. Kuypers achterban werd 'de kleine luyden', genoemd, de gewone man. De opdrachtgever voor de serie was dan ook niet voor niets de NCRV, de omroep die zich sterk maakte voor dezelfde doelgroep. De bedoeling was om een televisieserie te maken die zou beginnen in 1270 en eindigen in 1975. In elke aflevering zou een nieuwe generatie gevolgd worden van het geslacht van een gewone man. Van Hemert koos een oer-Hollandse naam voor zijn hoofdpersoon: Jan de Hollander. Jan zou de stamvader worden van een dynastie van gewone mensen die uiteindelijk in 1975 zou eindigen. Elke aflevering van de serie zou om die reden beginnen met beelden van drie mannen die over de Dam in Amsterdam lopen en voor een etalageruit blijven staan. Zij zijn de laatste generatie van het geslacht 'De Hollander'. In de eerste aflevering zien we ook Jan en zijn aanstaande vrouw in een weiland liggen en naar de wolken kijken. Jan roept dan uit dat over zevenhonderd jaar de afstammelingen van hemzelf en zijn vrouw ook naar de wolken zullen kijken. De serie moest de gewone man laten zien door de eeuwen heen en aantonen dat ook in de middeleeuwen  'de kleine luyden' deel uitmaakten van het dagelijks leven met al zijn wreedheid, maar ook schoonheid en liefde. Hoewel de gewone man op de voorgrond zou staan, wilde Van Hemert ook de geschiedenis in beeld brengen en dus maken allerlei historische gebeurtenissen van de Hoekse en Kabeljauwse twisten tot de Beeldenstorm deel uit van het verhaal.

## Opzet
Van Hemert stak veel tijd in de serie, die hij zelf schreef en regisseerde. Hij deed veel research om ervoor te zorgen dat alle historische details klopten. In zijn oorspronkelijke opzet wilde hij dat twee acteurs steeds afwisselend een aantal van de verschillende vertegenwoordigers van de dynastie spelen. Deze eerste acteur zou de stamvader van de familie spelen en vervolgens steeds een generatie overslaan om weer de volgende vertegenwoordiger van de dynastie te spelen. De tweede acteur speelde dan de zoon van de stamvader en vervolgens sloeg ook deze acteur weer een generatie over. Ook hier had Van Hemert research gedaan en ontdekt dat de gelijkenis binnen een familie vaak een generatie overslaat. In de oorspronkelijke opzet zou de rol van de tweede acteur, dus de zoon van de stamvader, naar Lennaert Nijgh gaan. Nijgh was bekend als tekstdichter en had nog niet eerder professioneel geacteerd. Van Hemert had echter een zwak voor amateur-acteurs, die hij vaak weer combineerde met professionele acteurs. Zo bestond de complete cast van zijn serie Bartje uit amateur-acteurs. Voor de rol van de stamvader stond lange tijd Rob de Nijs in de kijker. De Nijs had wel interesse, maar stelde als voorwaarde dat de draaidagen niet zouden samenvallen met zijn vakantie. Hij was met een loodzware tournee bezig en verlangde naar rust. Toen van Hemert voortdurend rommelde met de opnamedagen zag De Nijs van de rol af. Hierdoor miste hij de kans om samen te spelen met zijn toekomstige echtgenote Belinda Meuldijk, die dan zijn dochter zou hebben gespeeld. Van Hemert castte toen Bob Bouber, ook een popzanger en cabaretier, in de rol van de stamvader. Bouber speelde de hoofdrol in de eerste, derde, vijfde en zevende aflevering. Toen de opnames van start gingen bleek dat het acteren Lennaert Nijgh niet goed afging. Hij vond het zwaar en had moeite met de grote lappen tekst. Ook Van Hemert was teleurgesteld. Snel veranderde hij zijn opzet en uiteindelijk speelde Nijgh alleen de rol van Jan Janszoon, de dynastievertegenwoordiger uit de tweede aflevering. De rollen die hij in de vierde en zesde aflevering zou spelen werden door acteurs overgenomen. Theo Pont speelde de hoofdrol in aflevering nummer vier en Wim van den Heuvel de zesde telg van het geslacht 'De Hollander'.

## Uitvoering
De serie werd grotendeels opgenomen in België en kostte een vermogen aan acteurs, kleding, figuranten en locaties. Om de kosten te drukken nam Van Hemert de serie niet chronologisch en per aflevering op, maar werden de scènes van de zeven afleveringen door elkaar opgenomen. Dit veroorzaakte bij Bob Bouber bijna een identiteitscrisis. Op het laatste droomde hij zelfs dat hij als Dirk Janszoon aan het voetballen was. Van Hemert voorzag dat hij vijftien afleveringen nodig had voor zijn project. Hij rondde de eerste zeven afleveringen af voor uitzending in het seizoen 1974-1975. Deze eerste zeven afleveringen werden door NCRV eind 1974 uitgezonden. Men was geschrokken van de hoge kosten en de omroep hoopte op hoge kijkcijfers.

## Geen succes
De serie was geen succes. De kijkers lieten het massaal afweten en de NCRV, toch al bezorgd over de hoge kosten, trok de opdracht voor de rest van de serie haastig in. Van Hemert was verbijsterd, dit had hij niet verwacht. Hij had al meer afleveringen geschreven en de plotlijn tot 1975 uitgezet. Hij kon dus niet het project laten zien wat hij voor ogen had. Voor de kijkers die de serie wel hadden gevolgd bleef het nu ongewis hoe de serie zich had kunnen ontwikkelen. Zo zullen we bijvoorbeeld nooit weten waarom het drietal in de 'leader'  van de reeks in 1975 voor een etalageruit gaat staan. Waarom het publiek zo massaal afhaakte is moeilijk aan te geven. Volgens Van Hemert zelf had hij te veel stof in een aflevering gestopt. Het complete leven van een vertegenwoordiger van de dynastie zat steeds in een aflevering. Het publiek kreeg hierdoor nauwelijks de kans zich in te leven in één persoon. Een andere reden kan het taalgebruik zijn geweest. Van Hemert, de perfectionist, wilde zijn 'kleine luyden' laten praten zoals hij dacht dat men vroeger sprak. Dus bedacht hij een taal zoals zijn grootouders die spraken met veel 'gij'  in plaats van u. Verder waren de verwachtingen te hoog gespannen. De NCRV sprak vooraf zelfs van de 'opzienbarendste uitzending van het seizoen'.

## Afleveringen
In de eerste aflevering volgen we de stamvader van de dynastie der kleine luyden, Jan ook wel 'De Hollander' genoemd of 'Jan de Hollander'. Hij wordt in 1270 te vondeling gelegd bij een klooster. Hij wordt opgevoed door de nonnen en wordt later wever. Jan toont zich een echte rebel en komt samen met de andere wevers in opstand tegen de Fransen. Samen met zijn gildebroeders vecht Jan later in de Guldensporenslag. Later wordt Jan wat bedaagder en neemt het weversvak weer op. Hij heeft inmiddels een groot gezin. Ook krijgt hij allerlei ouderdomskwalen, zoals een slecht zicht. Maar hiervoor is een oplossing, Jan krijgt een van de eerste brillen, die indertijd op de markt kwamen. Zijn oudste zoon Jan is inmiddels steenhouwer geworden en werkt aan de bouw van de Dom in Utrecht. Als de vrouw van de oude Jan sterft, knakt er iets. Eenzaam en berooid trekt hij naar Utrecht waar hij sterft.
De tweede aflevering volgt de omzwervingen van de zoon van Jan de Hollander, Jan Janszoon. Het is inmiddels 1331 en de jonge Jan heeft zijn fortuin gemaakt. Hij is getrouwd met een rijke vrouw en is zo welgesteld dat hij niet meer hoeft te werken als steenhouwer. Het geld maakt niet gelukkig. Jans karakter verandert er zelfs door. Hij wordt arrogant en onaangenaam. Al snel krijgt hij verkeerde vrienden die hem helpen zijn geld erdoorheen te jagen met speculaties. Hij raakt gescheiden van zijn vrouw en berooid gaat Jan zwerven. Hij belandt in een pestepidemie, maar overleeft het. Als oude man moet hij weer de steiger op om te werken als steenhouwer. Ironisch genoeg is dat nog altijd aan de bouw van de Dom. Uiteindelijk, als Jan werkt op de hoogste toren van de Dom, lijkt het alsof hij is verdwenen. Zijn collega-steenhouwers kunnen hem niet meer terugvinden. Een oude legende over een steenhouwer die in de Middeleeuwen op de Domtoren verdween, was de inspiratie voor Van Hemert.
In de derde aflevering volgen we Dirk Janszoon, de zoon van Jan Janszoon. Het is inmiddels 1355 en de Hoekse en Kabeljauwse twisten verscheuren de Nederlanden. Dirk is schrijver aan het hof van de graaf van Holland en Zeeland Willem V. Willem heeft buien van krankzinnigheid en vermoordt zelfs in een van zijn buien zijn beste vriend voor de ogen van Dirk. Zo maakt de derde generatie van de Hollander in toenemende mate deel uit van de gebeurtenissen. Hij is ook ooggetuige van de moord op Aleid van Poelgeest, de minnares van de opvolger van graaf Willem V, ALbrecht van Beieren, door Hendrik de Blote. Tijdens de strijd wordt ook gebruikgemaakt van een nieuwe uitvinding, het buskruit. Uiteindelijk verdrinkt Dirk in de Sint-Elisabethsvloed .
De vierde aflevering toont de lotgevallen van Jan Dirkszoon. Jan krijgt ruzie met zijn vader en wordt soldaat. Hij vecht mee in het leger van de graaf en gaat op veldtocht. Jan is een vechtersbaas en een dronkaard. Hij is ronduit schofterig tegen vrouwen. Uiteindelijk komt hij tot inkeer als hij op zeker ogenblik van zichzelf begint te walgen. Als hij in een herberg komt, blijkt de gelegenheid te worden gedreven door een vader en een dochter die melaats zijn. Jan ziet een kans op verlossing. Hij huwt de dochter en laat zich opzettelijk besmetten. Het kind dat zijn vrouw baart is als door een wonder vrij van de ziekte.
In de vijfde aflevering wordt Godfried Janszoon, de zoon van de melaats geworden Jan, gevolgd. Het inmiddels 1441 en Godfried wordt hoforganist bij Jacoba van Beieren, gravin van Holland. Godfried ontmoet de dochter van Laurens Janszoon Coster uit Haarlem en wordt verliefd op haar. Via deze idylle krijgen we ook een glimp te zien van de uitvinding van de boekdrukkunst door Coster en het stelen van het geheim door een Duitse knecht, die het geheim van de boekdrukkunst zou verkopen aan Johannes Gutenberg. Een fraai staaltje van geschiedvervalsing van Van Hemert.
De zesde aflevering volgt Jan Godfriedzoon. Jan is drukker geworden en delen van zijn gezin zijn uitgewaaierd over Europa en wonen in Duitsland en Bohemen. Inmiddels is de reformatie een feit en bestrijdt de katholieke kerk vol vuur de ketters met zijn inquisitie. Jan is het symbool van de kleine man die in tijden van onrust en oorlog probeert zijn nering draaiende te houden.
De zevende aflevering staat in het teken van de Beeldenstorm. Allaert Janszoon is de zevende "De Hollander" en hij staat midden in de strijd van de protestanten tegen de katholieken. Hij laat zich Maarten noemen, naar Maarten Luther, de held van de reformatie en strijdt voor zijn geloof.

## Spelers
De hoofdrol werd gespeeld door Bob Bouber, eerder bekend als oprichter van de Amsterdamse "Kleinkunstacademie" en als zanger van ZZ en de Maskers. Ine Veen speelde er een dubbelrol in (Maria en Maria van Artevelde). Andere hoofdrollen werden vertolkt door Lennaert Nijgh, Theo Pont en Wim van den Heuvel
Verder speelden onder anderen mee: John Leddy, Lex van Delden, Ko van Dijk, Frederik de Groot, Belinda Meuldijk, Jaap Stobbe en Johan te Slaa.

## Trivia
In 1974 verscheen een door Lennaert Nijgh geschreven boek over Dynastie der Kleine Luyden dat door Strengholt werd uitgegeven.
Van de serie is geen beeldmateriaal teruggevonden. Ine Veens partner Jean Thomassen heeft de bijna complete serie op dvd, waarschijnlijk de enige opnamen van deze serie die nog bestaat. Een bijna terminale ziekte van Ine Veen was er bijna de oorzaak van dat de serie niet kon worden afgemaakt, maar Ine tekende een verklaring in het Lucasziekenhuis in Amsterdam om alsnog de laatste opnamen te  maken van deze voor haar bijzondere serie.

## Publicatie
- Lennaert Nijgh: De dynastie der kleine luyden.  Bewerking naar de gelijknamige NCRV-televisieserie van Willy van Hemert. Naarden, Strengholt, 1974. ISBN 90-6010-365-3